# クリック & コレクト

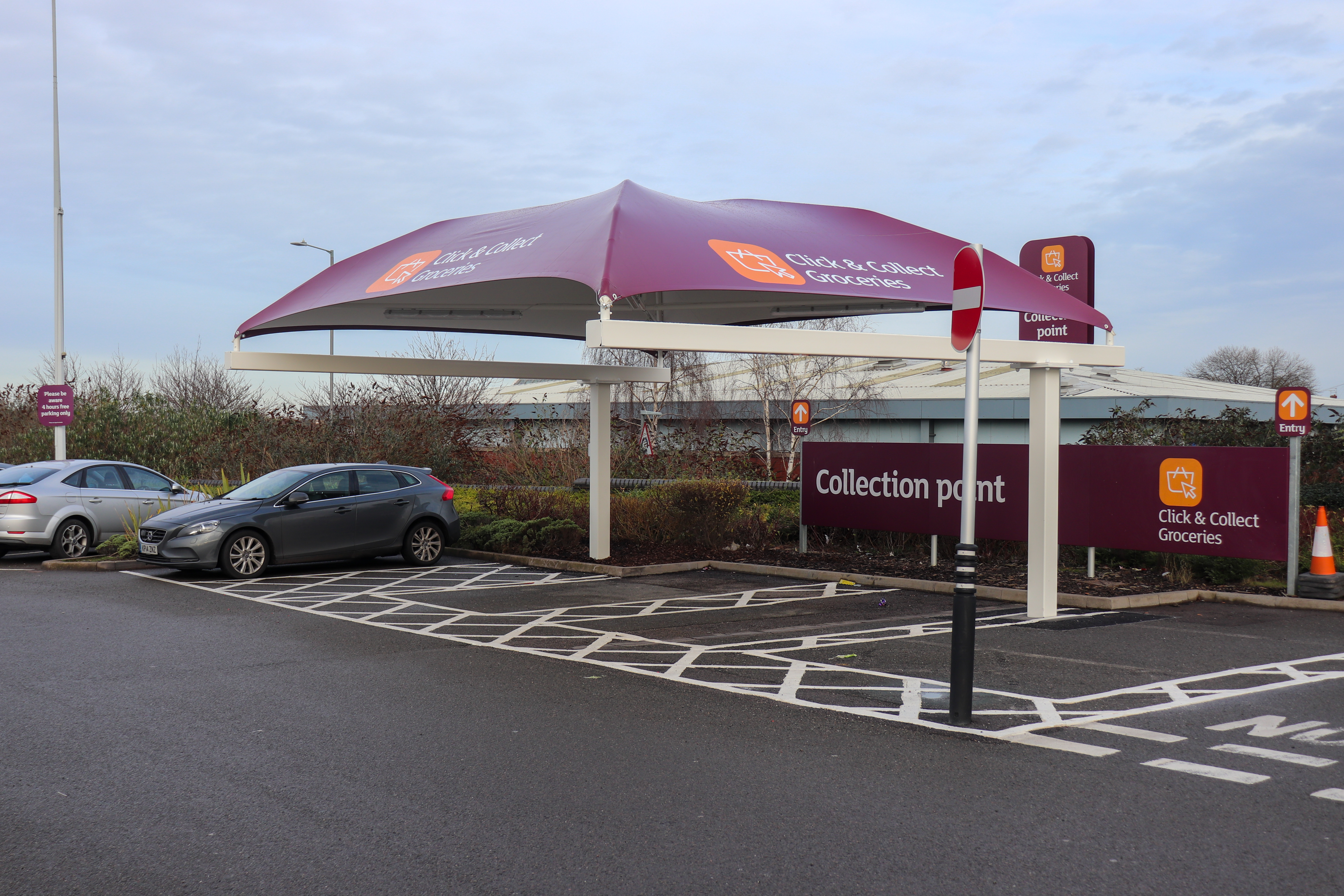
イギリスの大手スーパーマーケット、セインズベリーズの店舗に設けられたコレクションポイント

クリック & コレクト（英: click & collect）とは、オンラインで商品を購入（クリック）し、実店舗で商品を受け取る（コレクト）行為を指し、主にeコマース上で使用される用語。また、アメリカでは店舗駐車場で商品を受け取る行為を「カーブサイド・ピックアップ」と呼称する。

## 概要
世界的な新型コロナウイルス感染拡大によりソーシャルディスタンスが推奨されたため世界的に普及した。日本では「店頭受け取りサービス」とも呼ばれ、日本でも普及が拡大した。なお、同義語にボピス (BOPIS: Buy Online Pick-up In Store) がある。
店頭に在庫があれば購入した商品は店頭窓口やドライブスルー、店舗の配送ロッカーなどに即座に取り置かれ、配送料が掛からず、24時間購入者が自身の好きなタイミングで商品を受け取ることができ、その場で商品の状態を確認することができるのが消費者側のメリットとなる。店舗側も配送コストが抑えられ、購入機会の損失が無くなり、ついで買いの誘因や送客（プッシュ）施策に繋がるメリットが発生する。
アメリカでは店舗利用者の73%がブラックフライデーによる店頭での混雑回避目的で利用しており、在庫切れや配送待ち時間の短縮、送料が節約できる点が魅力であったと回答しており、続くサイバーマンデーでも多くの利用があったことで、初となる売り上げ1兆円越えを記録した。アメリカの小売り大手であるウォールマートはクリック & コレクトを拡充することでEコマースでの売り上げでeBayを追い抜いている。
ホームセンター大手のホーム・デポでもクリック & コレクト、モバイルアプリを使った商品の検索や注文システムと併せスムーズな受け取りサービスなど、オンラインと実店舗を融合（Online Merges with Offline, OMO）させたサービスをいち早く取り入れ売り上げを伸ばすことに成功しており、小売り業界全体での『オンライン購入・店舗受け取り』での売り上げは前年に比べ38.6％増加し、506,6億ドル（約5兆470億円）市場になると見込まれている。
日本では衣料品販売のしまむらや作業服販売のワークマン、ホームセンター大手のカインズなどがクリック & コレクト販売で先を行く企業となり、しまむらではオンライン販売での店舗受け取り率は9割を超え、客単価や購入点数を大幅に増やすことに成功した。また、宅配大手のヤマト運輸でもイギリスのドドル・パーセル・サービスと協力し、クリック & コレクトサービスを開始している。

## ROPO
2022年時点で食料品を除いた多くの商品がオンラインで購入されており、消費者はオフラインで購入する前にインターネットで調査を行っており、この現象をオンラインで調査し、オフラインで購入する (Research Online, Purchase OffLine), (Research Online, Buy Offline) の頭字語から「ROPO効果」または「ROBO効果」と呼ばれ、2011年に行われたGoogleの調査によれば、オフライン購入者の80％は、実店舗で商品を購入する前にオンラインで調査していることが明らかとなっている。高額商品に関してはこの傾向が顕著に表れており、売上の大部分はROPO効果によるものであるとドイツ小売り協会とプライスウォーターハウスクーパースによる分析によって認められた
。なお、これとは対照的に消費者が実店舗で商品を見て、触れて、試してから、オンラインで注文する行為は「ショールーミング」と呼ばれる。